# Taszczyn pszczeli

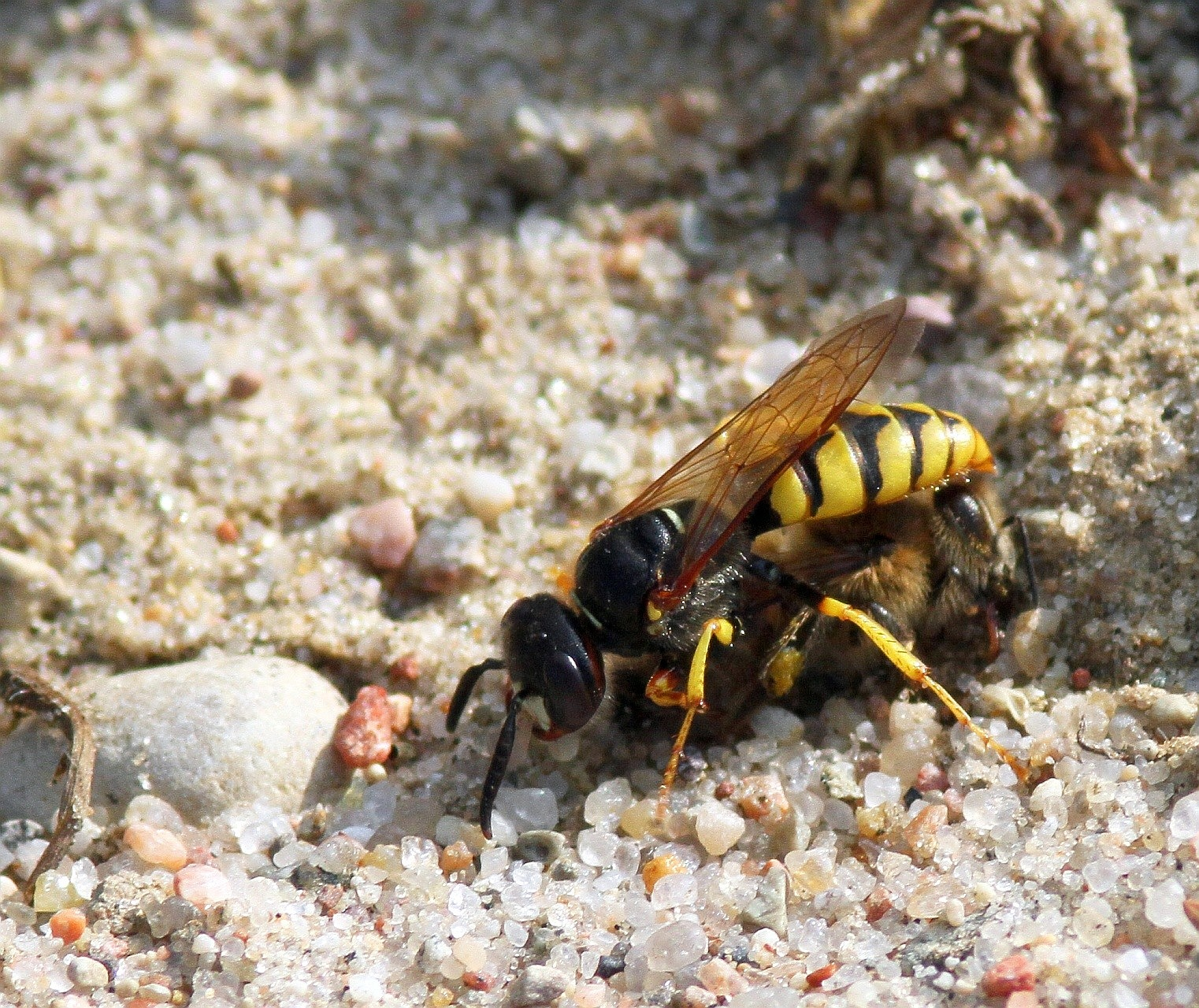
Taszczyn pszczeli (Philanthus triangulum) przenosi obezwładnioną zdobycz.

Taszczyn pszczeli, wilk pszczeli (Philanthus triangulum) – owad zaliczany do rodziny grzebaczowatych z rzędu błonkówek.

## Występowanie
Zamieszkuje lasy o piaszczystym podłożu.

## Morfologia
Osiąga długość do 17 mm. Taszczyn ma ubarwienie czarne w żółte trójkątne plamki (na członach odwłoka) i paski. Samce od samic różnią się układem żółtych plam i wielkością. Samice są większe i mają dłuższe czułki.

## Tryb życia
Żywi się pszczołami miodnymi, którym odbiera zebrany nektar, paraliżując je przy użyciu jadu (żądłem). Następnie zaciąga je do wygrzebanej w ziemi norki. Samica w ciągu życia zabija około 50 pszczół. Norki taszczyna mają wiele komór, do których samica składa jaja.
Pszczoły są pożywieniem dla rozwijających się larw (1 larwa potrzebuje 3 pszczół w okresie rozwoju). Larwy po zakończeniu rozwoju tworzą kokon, w którym spędzają zimę, a wiosną następnego roku ulegają przepoczwarczeniu, przekształcając się w dorosłego owada.